# Hugh Herbert
Hugh Herbert (10 de agosto de 1887 – 12 de marzo de 1952) fue un actor cinematográfico estadounidense. A lo largo de su carrera artística, iniciada en el vodevil, escribió más de 150 obras y números teatrales.

## Carrera
Nacido en Binghamton (Nueva York), tuvo un hermano, Tom Herbert, que también fue comediante cinematográfico.
La llegada del cine sonoro propició que muchos actores con experiencia teatral viajaran a Hollywood, siendo este el caso de Hugh Herbert, que en poco tiempo llegó a ser una popular figura cómica. Sus personajes cinematográficos eran usualmente distraídos y nerviosos. Solían mover mucho los dedos de las manos y hablar solos, repitiendo siempre las mismas frases: "hoo-hoo-hoo, maravilloso, maravilloso, hoo hoo hoo!". Esta muletilla inspire el "hoo hoo, hoo hoo" del Pato Lucas en los primeros años del personaje. Fueron tantos los imitadores (entre ellos Curly Howard de Los tres chiflados) que utilizaron la muletilla "woo woo", que el mismo Herbert realmente adoptó el "woo woo" en la década de 1940. 
En sus primeras películas, como en la de 1930 de Bert Wheeler y Robert Woolsey Hook, Line and Sinker, Herbert hacía papeles cómicos que podía haber interpretado cualquier otro comediante. Sin embargo, Herbert pronto desarrolló su propia personalidad cinematográfica, completada con una risita tonta. En los años treinta trabajó con frecuencia en filmes de Warner Bros., entre ellos Footlight Parade, Dames, Bureau of Missing Persons, Niebla sobre San Francisco (Fog Over Frisco, 1934), El altar de la moda (Fashions of 1934, 1934), Gold Diggers of 1935, y A Midsummer Night's Dream. También hizo primeros papeles en comedias de serie B, destacando de entre ellas Sh! The Octopus (1937). Debido a su popularidad, Herbert  fue a menudo caricaturizado en los cortos de la Warner Looney Tunes, en las décadas de 1930 y 1940, siendo dos de ellos The Hardship of Miles Standish y Speaking of the Weather.
En 1939 Herbert fue contratado por Universal Pictures, compañía para la cual hizo papeles de reparto en primeras producciones, y papeles protagonistas en cintas de menor calibre. Una de sus interpretaciones más recordadas de ese período fue la de un detective chiflado en la comedia de Ole Olsen y Chic Johnson Hellzapoppin'.
Herbert pasó a Columbia Pictures en 1943, rodando en la compañía cortos con los mismos actores y directores de los cortos de Los tres chiflados. Durante el resto de su vida continuó actuando en esas comedias y, poco antes de fallecer, intervino en televisión con una actuación sorpresa en un show en directo de Spike Jones.
Como guionista trabajó en el film de 1928 Lights of New York, y contribuyó en la historia del de 1929 The Great Gabbo.
Por su contribución a la industria cinematográfica, a Herbert se le concedió una estrella en el Paseo de la Fama de Hollywood, en el 6251 de Hollywood Boulevard.
Hugh Herbert falleció a causa de un infarto agudo de miocardio en 1952 en North Hollywood, Los Ángeles. Fue enterrado en el Cementerio de Holy Cross, en Culver City.

## Selección de su filmografía
| - Danger Lights (Señales de alarma) (1930) - Hook, Line and Sinker (1930) - The Sin Ship (1931) - Friends and Lovers (¿Amigos o rivales?) (1931) - Traveling Husbands (1931) - The Lost Squadron (1932) - Million Dollar Legs (A todo gas) (1932) - Faithless (1932) - Goodbye Again (1933) - Bureau of Missing Persons (Los desaparecidos) (1933) - Footlight Parade (1933) - College Coach (1933) - El altar de la moda (Fashions of 1934, 1934) - Wonder Bar (1934) - Kansas City Princess (1934) - Niebla sobre San Francisco (Fog Over Frisco, 1934) - Dames (1934) - Gold Diggers of 1935 (1935) - Miss Pacific Fleet (1935) - Traveling Saleslady (1935) | - A Midsummer Night's Dream (1935) - Colleen (1936) - One Rainy Afternoon (Una tarde de lluvia) (1936) - The Singing Marine (1937) - Gold Diggers in Paris (1938) - Men Are Such Fools (1938) - El gran vals (The Great Waltz) (1938) - Four's a Crowd (1938) - The Lady's from Kentucky (1939) - Eternally Yours (Eternamente tuya) (1939) - Private Affairs (1940) - A Little Bit of Heaven (1940) - The Black Cat (1941) - Hellzapoppin' (Loquilandia) (1941) - Don't Get Personal (1942) - There's One Born Every Minute (1942) - Kismet (El príncipe mendigo) (1944) - Music for Millions (Al compás del corazón) (1944) - A Song Is Born (Nace una canción) (1948) - So This Is New York (1948) - The Beautiful Blonde from Bashful Bend (1949) - One Shivery Night (corto de 1950) |